# 庚大利
庚大利（学名：Bouea macrophylla）, 又名枇杷芒, 为漆樹科波漆屬下的一个种。

## 形态特征
常綠小喬木 ,一般树高25米。叶呈披针形到椭圆形，长13至45厘米（5至17英寸），宽5至7厘米（2至3英寸）。
未成熟的果实（类似于芒果）呈绿色，成熟后呈橙黄色，种子呈紫或淡紫色。果实直径大约长到2到5厘米（0.7到1.9英寸）。整个果实包括果皮都可食用，味道从甜到酸不等，并且会有淡淡的松节油味。
此植物在东南亚有栽培，一般在泰国和印度尼西亚一带有分布。泰国和印度尼西亚的开花和结果时间各不同。
泰国：11月至12月开花，4月至5月结果。
印度尼西亚：6月至11月开花，3月至6月结果。